# Shell Course for Industry, Floating Drilling and Underwater Well Completions
De Shell Course for Industry, Floating Drilling and Underwater Well Completions was een drieweekse seminar in januari-februari 1963 waarin Shell Oil zijn dat dan toe ontwikkelde offshoretechnieken deelde met zijn concurrenten.
Shell kwam tot die beslissing nadat het de technologie had ontwikkeld om naar olie te boren in diep water in een zeven jaar durend R&D-programma dat 7 miljoen dollar had gekost. Dit had waterdieptes binnen bereik gebracht die tot dan voor onmogelijk werden gehouden:
you can see a whole new way of thinking in the offshore oil business. Unlike a few years ago, we're looking now at geology first, and then water depths.
Het betrof scheepsvormen die een beter zeegangsgedrag vertoonden, methodes om drijvend op positie te blijven liggen en methodes om putmonden te voltooien op de zeebodem vanaf die drijvende platforms.

## Motivatie
Toen Shell in 1955 begon met het R&D-programma, waren er slechts twaalf mobiele platforms, wat op twee na afzinkers waren of jack-ups. De twee overige waren pontons die voornamelijk gebruikt werden voor kernboring. Waterdieptes hiervoor waren beperkt tot zo'n 30 voet of 9 meter en voor dieper water werden vaste platforms gebruikt, ook voor exploratie.
Om in ieder geval een werkend concept te hebben, werkten er twee teams onafhankelijk van elkaar, een vanuit Shell's Bellaire Research Center in Houston en de andere vanuit Los Angeles.
Met het R&D-programma had het een voorsprong opgebouwd op de concurrentie die tot dan toe had geboord bij waterdieptes tot maximaal 205 voet (62 meter). Shell had al ervaring op zo'n 300 voet (90 meter), maar vooral de potentie om voorbij de 1000 voet of 300 meter te gaan. Hierdoor bood het in bepaalde gevallen als enige op concessieblokken die te diep waren voor anderen. Met Shell als enige bieder kende de overheid deze blokken vervolgens echter niet toe. Shell had mede daarom concurrentie nodig, maar ook omdat de kosten en de risico's die diep water met zich mee bracht niet alleen gedragen konden worden. Om diep water economisch te maken, moest er een infrastructuur ontwikkeld worden van pijpleidingen, bevoorradingshavens en diepwaterapparatuur moest van de plank leverbaar worden. Daarnaast voorzag Shell dat het nieuwe innovatie zou stimuleren zodra andere bedrijven betrokken waren. J.W. Pittman, manager van Shell's Production Department, New Orleans Area, zei:
We are hopeful that this school will stimulate others to do additional research and development on floating drilling and underwater well completions. An increased emphasis by a larger segment of industry should result in the most rapid development of these techniques.

## School

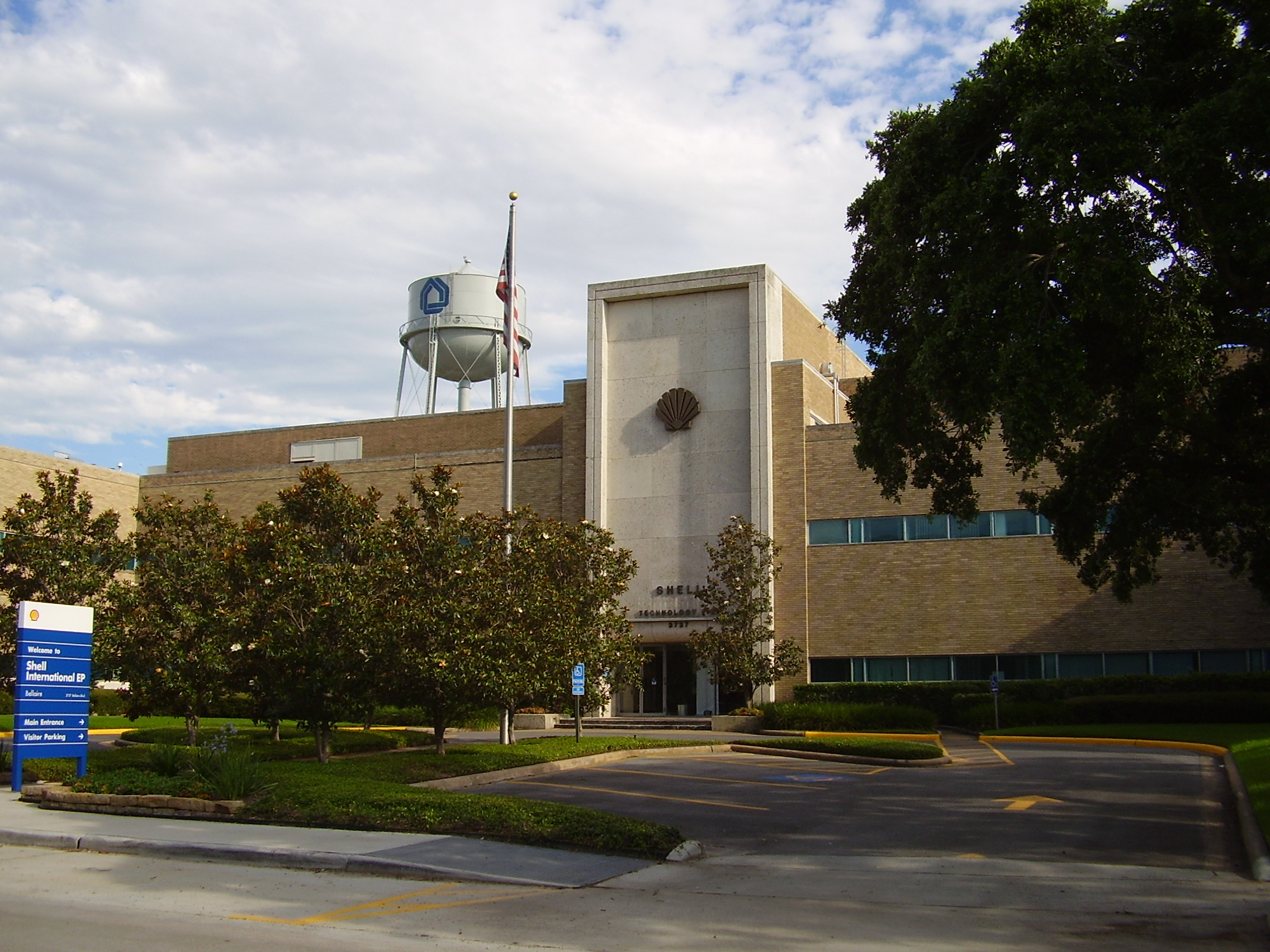
Bellaire Research Center van Shell

Vanaf 14 januari 1963 werd in het Bellaire Research Center drie weken lang onderricht gegeven waarbij ingeschreven kon worden voor 100.000 dollar. Voor dat geld konden vier medewerkers per bedrijf deelnemen die de beschikking kregen over gedetailleerde ontwerpcriteria, veiligheidsoverwegingen en operationele ervaring van diepwatersystemen. Uiteindelijk waren er zo'n 80 deelnemers van negen binnenlandse en drie internationale bedrijven en de United States Geological Survey.
Shell beschikte op dat moment over meer dan 160 patenten voor de exploratie en productie van olie op diep water. Daaronder bevonden zich belangrijke concepten als het halfafzinkbare platform, een afmeersysteem daarvoor, meet- en regeltechniek daarvoor, een dynamisch positioneringssysteem voor schepen, een putmond op de zeebodem met geleide, afstandbedienbare eruptieafsluiters (BOP's), een onderwatermanipulator – voorloper van de moderne remotely operated vehicle (ROV) – die kleppen kon bedienen op de zeebodem, en doorstromingssystemen (through flowline, TFL).
Dit waren niet slechts concepten, Shell had al operationele ervaring met al deze technieken.

### Semisubmersible

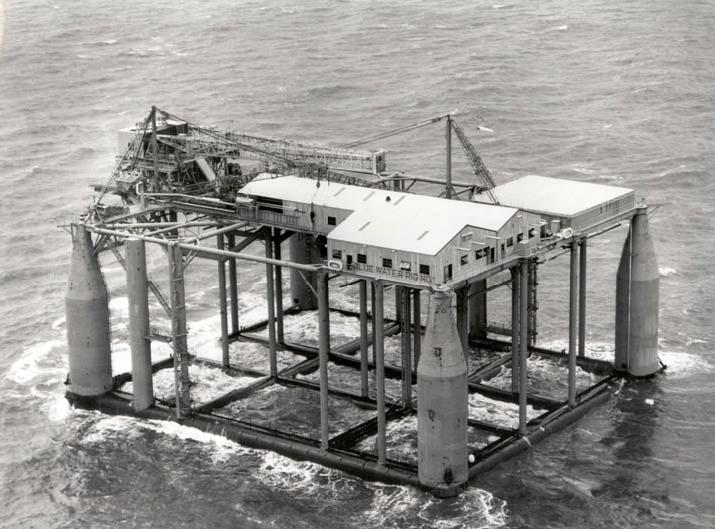
De Blue Water Rig No. 1

Al vroeg in de studie werd onder leiding van Bruce Collipp begonnen met de evaluatie van drijvende platforms. Collipp baseerde zich daarbij op het goede zeegedrag dat hij had waargenomen bij het afzinkbare boorplatform Margaret van Odeco toen dat tijdens een storm door de bemanning slechts zover was afgeballast dat de pontons onder water staken.
Acht ontwerpen werden daarbij gemaakt, waarvan de ronde Donut en de driehoekige Trident getest werden. Het halfafzinkbare concept leek daarbij de beste balans te zijn tussen kosten, veiligheid en prestatie met daarbij de Trident als het beste ontwerp. Deze had drie kolommen van 40 voet (12 meter) diameter, geplaatst op 200 voet (61 meter) afstand. Het grootste deel van de massa van het platform bevond zich onder water. Het zou de basis vormen van heel wat latere ontwerpen.
Omdat nieuwbouw echter te lang zou duren, werd er in 1960 voor gekozen een afzinkbaar boorplatform om te bouwen. Dit werd de Blue Water Rig No. 1 die in 1961-62 om werd gebouwd tot halfafzinker of semisubmersible. Deze bleek zeer succesvol tot deze in 1964 door orkaan Hilda kapseisde.

### Afmeersysteem
Waar afzinkers zichzelf op de bodem positioneerden, moest voor drijvende platforms een andere manier gevonden om boven de boorput te blijven. Hiertoe werd een meersysteem ontwikkeld bestaande uit acht ankerlieren en ankers die in plaats van de gebruikelijke kettingen, gebruik maakten van staalkabels. Aan de staalkabels werden boeien bevestigd om de horizontale krachten te dempen en de eigenfrequentie te verbeteren. Dit resulteerde uiteindelijk in een meersysteem waarbij de horizontale verplaatsing nooit meer dan 12 voet (3,5 meter) was.
Ook werd een automatisch ballastsysteem geïnstalleerd waarmee het platform recht kon worden gehouden.

### Dynamisch positioneringssysteem
Een consortium van Continental, Union, Superior en Shell (CUSS) had in 1954 de CUSS I ontwikkeld als technologische proefbank. Het had tot dan geboord terwijl het met ankers op positie werd gehouden. Voor Project Mohole werd het in 1961 uitgerust met vier grote Harbormaster buitenboordvoortstuwers. Hiermee wist men vanaf maart 1961 het schip handmatig op binnen zo'n 600 voet (180 meter) positie te houden en te boren in waterdieptes tot 3500 meter.
Shell ging een stap verder met de Eureka, uitgerust met een roerpropeller voor en achter. Dit moest ook op ondieper water kunnen boren en daardoor zou eenzelfde horizontale verplaatsing resulteren in een te grote hoek voor de boorstang. Howard Shatto wilde het positioneren dan ook automatiseren en liet Hughes Aircraft met drie PID-regelaars van Honeywell. De regelaars moesten respectievelijk de koersrichting en de langsscheepse en dwarsscheepse positie vasthouden. De koersrichting werd gemeten met een gyrokompas, terwijl de twee andere regelaars de hoek meten van een draad die strak werd gehouden met een gewicht op de zeebodem, later bekend als light taut wire (LTW). De horizontale positie was af te lezen op een oscilloscoop. Dit systeem werd automatic positioning equipment (APE) genoemd, wat later dynamisch positioneringssysteem (DP) werd.
In mei 1961 werd begonnen met testen, waarbij aanvankelijk geprobeerd werd het schip op de hand op positie te houden. Het bleek niet mogelijk om de LTW in het midden van de oscilloscoop te houden en na een uur werd overgeschakeld naar het automatische systeem. Nadat dit een uur lang met succes beproefd was, werd overgegaan tot boring en bleek het in staat om boringen te verrichten op negen locaties op een dag op waterdieptes variërend van 30 tot 4000 voet, terwijl uitgeankerde schepen slechts tot zo'n 300 voet konden boren en dan ook nog een boring in de twee tot drie dagen.
Overigens beperkte de Eureka zich tot kernboring, omdat de techniek nog te vaak uitviel om olieboring veilig uit te kunnen voeren. Olieboring op DP werd pas zo'n tien jaar later voor het eerst uitgevoerd met de Sedco 445.

### Remote Underwater Drilling and Completion System
Bij vaste platforms bevond alle apparatuur van de putmond zich aan op het dek. Dit voldeed niet voor mobiele drijvende platforms en onder leiding van Ron Geer werd het Remote Underwater Drilling and Completion System (RUDAC) ontwikkeld. Dit bestond uit een geleidesysteem met vijf draden waarmee tot vier sets van casings, eruptieafsluiters en putmonden konden worden neergezet. Deze waren via geleiderpijpen (risers) verbonden aan het platform. Omdat duiken toentertijd beperkt was tot waterdieptes van zo'n 150 voet (45 meter) waren alle kleppen op afstand te bedienen. Op 19 december 1960 werd zo in een waterdiepte van 56 voet (17 meter) voor het eerst een well completion zonder duikers uitgevoerd.

### Manipulator operated(MO) systeem
Naast het systeem van Bellaire had het team uit Californië een systeem zonder draden met twee onderwaterrobots ontwikkeld door Hughes Aircraft. De Mobot (mobile robot) was een zware robot uitgerust met schroeven en sonar en onderwatercamera's om de apparatuur op de putmond te plaatsen. De sonar moest de putmond lokaliseren op grotere afstand, waarna het platform die richting op werd gepositioneerd en met de camera de laatste afstand werd bepaald. Het systeem werd gebruikt bij het Molino-veld waar op deze manier vijf putten werden voltooid.
De lichtere Unimo (universal mobot) was uitgerust met manipulatoren om het kleinere werk te doen wat normaal door een duiker werd uitgevoerd. Hoewel de beide voorlopers van de moderne ROV nog wel in gebruik bleven, bleek de techniek nog onvoldoende betrouwbaar om op grote schaal te worden toegepast en werd vooralsnog veelal het geleidesysteem van Bellaire gekozen.

### Meet- en regeltechniek
Bij dit alles ontwierp Shell meet- en regelsystemen voor:
- dynamische scheepsbewegingen:
  - stampen
  - slingeren
  - dompen (heave)
- statische helling:
  - trim
  - slagzij
- horizontale positie:
  - langsscheeps (surge)
  - dwarsscheeps (sway)
- krachten op de ankerdraden
- zeestroom
- golfhoogte
- windsnelheid
- afstandsbediening van BOP en spuitkruis of kerstboomklep (christmas tree)
- Tubular Stress Computer voor de boorstang
- tool joint locator om te voorkomen dat de eruptieafsluiter gesloten zou worden op de koppelingen tussen de boorpijpen
- Hoge resolutie televisiecamera